# Zaviralci tirozin kinaze BCR-ABL
Zaviralci tirozin kinaze BCR-ABL so skupina učinkovin,  ki se uporabljajo pri zdravljenju kronične mieloične levkemije (KML) in nekaterih drugih vrst raka. Tirozin kinaza BCR-ABL je produkt onkogena BCR-ABL in deluje kot konstitutivno aktivna citosolna tirozin kinaza, ki je patogenetski dejavnik pri kronični mieloični levkemiji in pri akutni limfoblastni levkemiji, kadar je prisoten kromosom Filadelfija.  V več kot 90 % primerov kronične mieloične levkemije je prisotna kromosomska anomalija, pri kateri pride do tvorbe omenjenega kromosoma Filadelfija (s translokacijo med kromosomoma 9 in 22). To je prvi odkril Peter Nowel leta 1960. Do leta 2001, ko so odobrili imitinib, ni bilo na tržišču nobenega zdravila, ki bi vplivalo na napredovanje KML. Uporabljali so le citotoksične učinkovine, kot sta busulfan in hidroksisečnina, in interferon alfa. Imitinib je kot prvo zdravilo iz skupine zaviralcev tirozin kinaze BCR-ABL veljal za velkik preboj v zdravljenju KML, vendar so razvili kasneje novejše učinkovine, ki izkazujejo boljši profil odpornosti, ki jo lahko razvijejo bolniki proti imitinibu.
Pri uporabi zaviralcev tirozin kinaze BCR-ABL se lahko med drugim pojavijo neželeni učinki, povezani s citopenijami, srčnim popuščanjem in hipotiroidizmom.

## Mehanizem delovanja
Onkoprotein, ki je produkt onkogena BCR-ABL, ima lastnosti encima tirozin kinaze. Tirozin kinaza fosforilira substratne beljakovine, ki sprožijo aktivacijo številnih znotrajceličnih signalnih poti, ki odijo do rakaste preobrazbe celic (spremenjena proliferacija, adhezija in nesmrtnost levkemičnih celic).

## Prva generacija učinkovin
Imatinib (pod zaščitenim imenom Gleevec) so odkrili leta 1992 in je prva učinkovina iz skupine zaviralcev tirozin kinaz, ki so jo odobrili za zdravljenje KML. Velja za predstavnika prve generacije učinkovin iz te skupine. Med razvojem imatiniba kristalna struktura kirozin kinaze Bcr-Abl še ni bila poznana. Z visokozmogljivostnim rešetanjem zbirk kemijskih spojin so prišli do spojine vodnice, pirimidina A, ter nato s preskusi in modificiranjem molekule razvili imatinib. Z zamenjavo imidazolne skupine z benzamidno skupino v molekuli se je povečala specifičnost učinkovine, pri čemer je aktivnost ostala enaka. Z vpeljavo metilnega substituenta na orto-mesto pirimidil-aminske skupine so povečali še aktivnost. Imatinib kot zaviralec kinaze BCR-ABR prve generacije izkazuje zelo visoko učinkovitost in nizko stopnjo relapsov pri bolnikih s KML, vendar pa se pri nekaterih bolnikih razvije odpornost proti zdravilu, nekateri pa zdravila ne morejo prenašati.

#### Vezava
Preskusi z rentgensko kristalografijo so razkrili, da se imatinib veže na domeno Abl, ko je le-ta v neaktivni oziroma zaprti konformaciji.  Na domeno Abl se veže s šestimi vodikovimi vezmi. Imatinib na vezavnem mestu prepreči dostop ATP-ju.

#### Odpornost
Odpornost proti imitinibu je bil poglavitni razlog za nadaljnji razvoj učinkovin iz skupine zaviralcev kinaze BCR-ABL. Namreč že kmalu po utrženju imatiniba so pričeli raziskovalci poročati o in vitro pridobljenih celičnih linijah, ki izkazujejo odpornost proti imatinibu. Sledila so poročila tudi o prvih primerih odpornosti proti zdravilu v klinični praksi.
Vzrokov za pojav odpornosti na zdravljenje z zaviralci kinaze BCR-ABL je več, najpomembnejša dejavnika pa sta klonska evolucija in pojav točkovnih mutacij in sta medsebojno povezana. Pri bolnikih s KML, odporno na zdravljenje z imatinibom, so ugotovili že več kot 90 točkovnih mutacij, ki povzročajo spremembe aminokislin na 57 mestih v genu ABL1. Posebej pomembna je mutacija T315I, ki povzroča odpornost tudi proti nekaterim predstavnikom druge generacije zaviralcev kinaze BCR-ALB. Gre za zamenjavo treonina z izolevcinom na položaju 315, pri čemer je odstranjen kisik, ki je na tem mestu bistven za tvorbo vodikove vezi med imatinibom in kinazo BCR-ALB.
Lahko pride tudi do povečanega izražanja gena BCR-ABL, lahko pa odpornost povzročijo mehanizmu, ki niso povezani z genom BCR-ABL, kot sta akticavija določenih drugih signalnih poti v celicah (na primer signalnih poti, povezanih s kinazami iz družine Src) ter povečano izplavljanje učinkovine iz celic.

## Druga in tretja generacija
Zaradi pojava odpornosti proti imatinibu pri nekaterih bolnikih s KML, pa tudi primerov neprenašanja zdravila, je bila potreba po razvoju novejših zaviralcev kinaze BCR-ABL. Na trg so prišli predstavniki druge generacije zaviralcev kinaze BCR-ABL (nilotinib, dasatinib, bosutinib), s katerimi so premagali večino primerov odpornosti (razen v primeru mutacije T315I). Ponatinib, predstavnik tretje generacije zaviralcev kinaze BCR-ABL, je učinkovit tudi pri bolnikih z mutacijo T315I.

## Pregled učinkovin
| Učinkovina             | Struktura | Vodikove vezi | Aminokisline, ki tvorijo H-vezi                      | Konformacija ob vezavi | Način razvoja/odkritja |
| ---------------------- | --------- | ------------- | ---------------------------------------------------- | ---------------------- | ---------------------- |
| Imatinib (STI571)      |           | 6             | Met-318, Thr-315, Glu-286, Asp-381, Ile-380, His-361 | neaktivna              | rešetanje              |
| Nilotinib (AMN107)     |           | 4             | Met-318, Thr-315, Glu-286, Asp-381                   | neaktivna              | racionalno načrtovanje |
| Dasatinib (BMS-345825) |           | 3             | Met-318, Thr-315                                     | aktivna                | racionalno načrtovanje |
| Bosutinib (SKI-606)    |           | -             | -                                                    | neaktivna              | racionalno načrtovanje |
| Ponatinib (AP-24534)   |           | 5             | Met-318, Asp-381, Glu-286, His-381, Ile-380          | neaktivna              | racionalno načrtovanje |
| Bafetinib (INNO-406)   |           | 6             | Met-318, Thr-315, Glu-286, Asp-381, His-361, Ile-360 | neaktivna              | racionalno načrtovanje |